# Barom Reachea III
Barom Reacha III (né vers 1510/1520 mort en 1576), est roi du Cambodge de 1555/1566 à 1576 sous le nom de règne de « Paramaraja III " (en sanskrit).

## Biographie
Il succède à son père le roi Ang Chan Ier ou Barom Reachea II, à l'âge de 46 ans. 
Pendant son règne, Barom Reachea III ne craint plus l'hostilité du Royaume d'Ayutthaya dont la capitale est prise et pillée en 1569 par les troupes birmanes du roi Bayinnaung et le Siam est vassalisé par la Dynastie Taungû jusqu'en 1584.

## Postérité
Barom Reachea III contracta au moins trois unions dont :
1) reine Kessa
- Satha Ier

2) reine Vong
- prince Soriyopear, roi sous le nom de Barom Reachea VII

3) épouse secondaire
- prince Ponhea An roi sous le nom de Barom Reachea VI

## Sources
- Bernard-Philippe Groslier avec la collaboration de C.R. Boxer Angkor et le Cambodge au XVIe siècle d'après les sources portugaises et espagnoles, p.26 Tableau III « Succession d'Ang Chan » P.U.F (Paris) 1958;
- Chroniques Royales du Cambodge de 1417 à 1595 Presses de l'École française d'Extrême-Orient, Paris 1988  (ISBN 2855395372).
- Achille Dauphin-Meunier Histoire du Cambodge Presses universitaires de France, Paris 1968 Que sais-je ? n° 916.
- Mak Phoeun Histoire du Cambodge de la fin du XVIe au début du XVIIIe siècle  Presses de l'Ecole française d'Extrême-Orient, Paris 1995.